# Frumales
Frumales ist ein Ort und eine Gemeinde (municipio) mit 120 Einwohnern (Stand: 2024) in der zentralspanischen Provinz Segovia in der Autonomen Region Kastilien-León. 

## Lage und Klima
Frumales liegt in der kastilischen Meseta in ca. 915 m Höhe ungefähr 50 Kilometer (Fahrtstrecke) nördlich der Provinzhauptstadt Segovia. Das Klima ist gemäßigt bis warm; Regen (511 mm/Jahr) fällt mit Ausnahme der trockenen Sommermonate übers Jahr verteilt.

## Bevölkerungsentwicklung
| Jahr      | 1970 | 1981 | 1991 | 2001 | 2011 | 2021 |
| Einwohner | 447  | 336  | 272  | 197  | 169  | 111  |

## Sehenswürdigkeiten

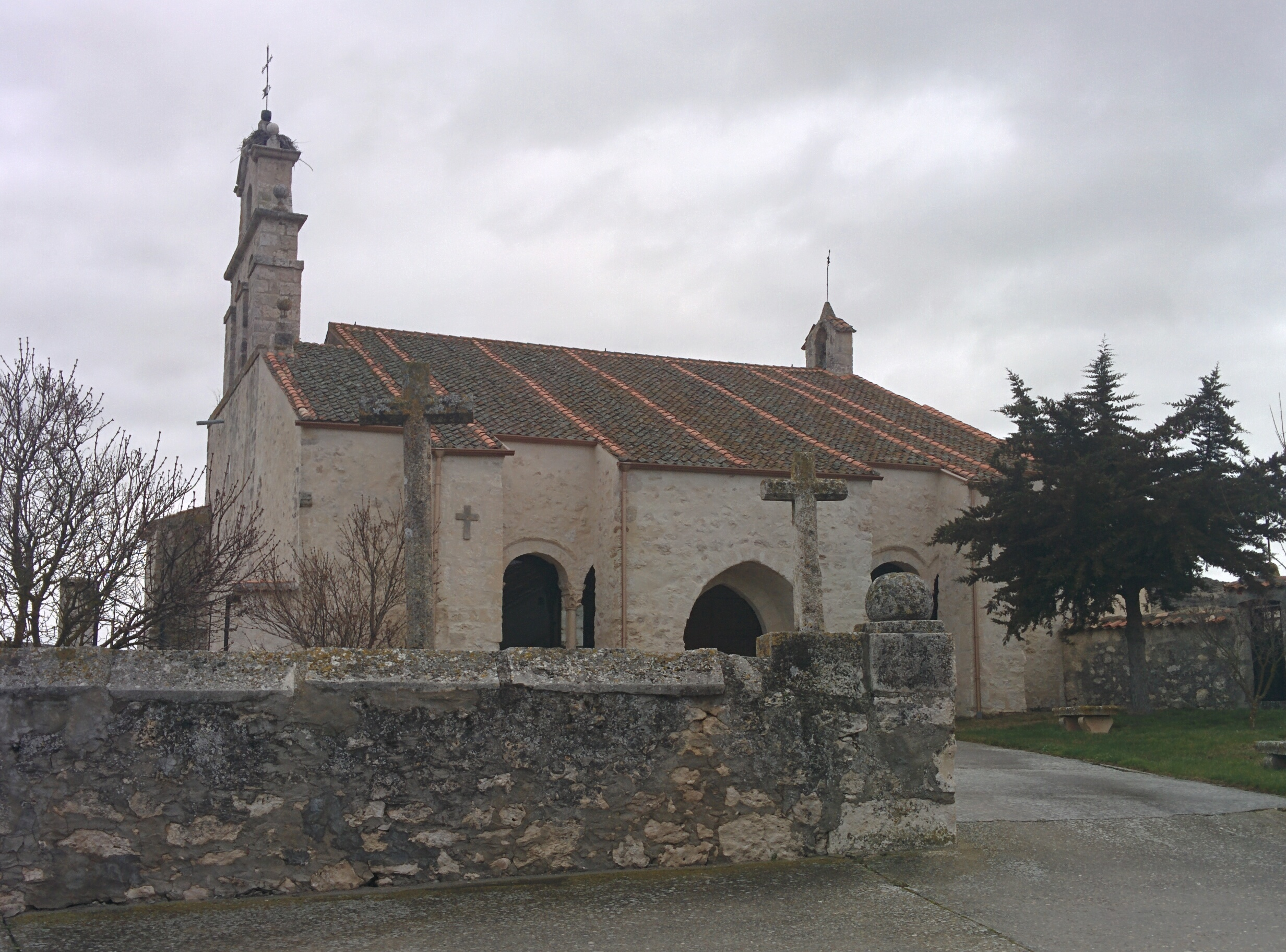
Kirche Mariä Himmelfahrt
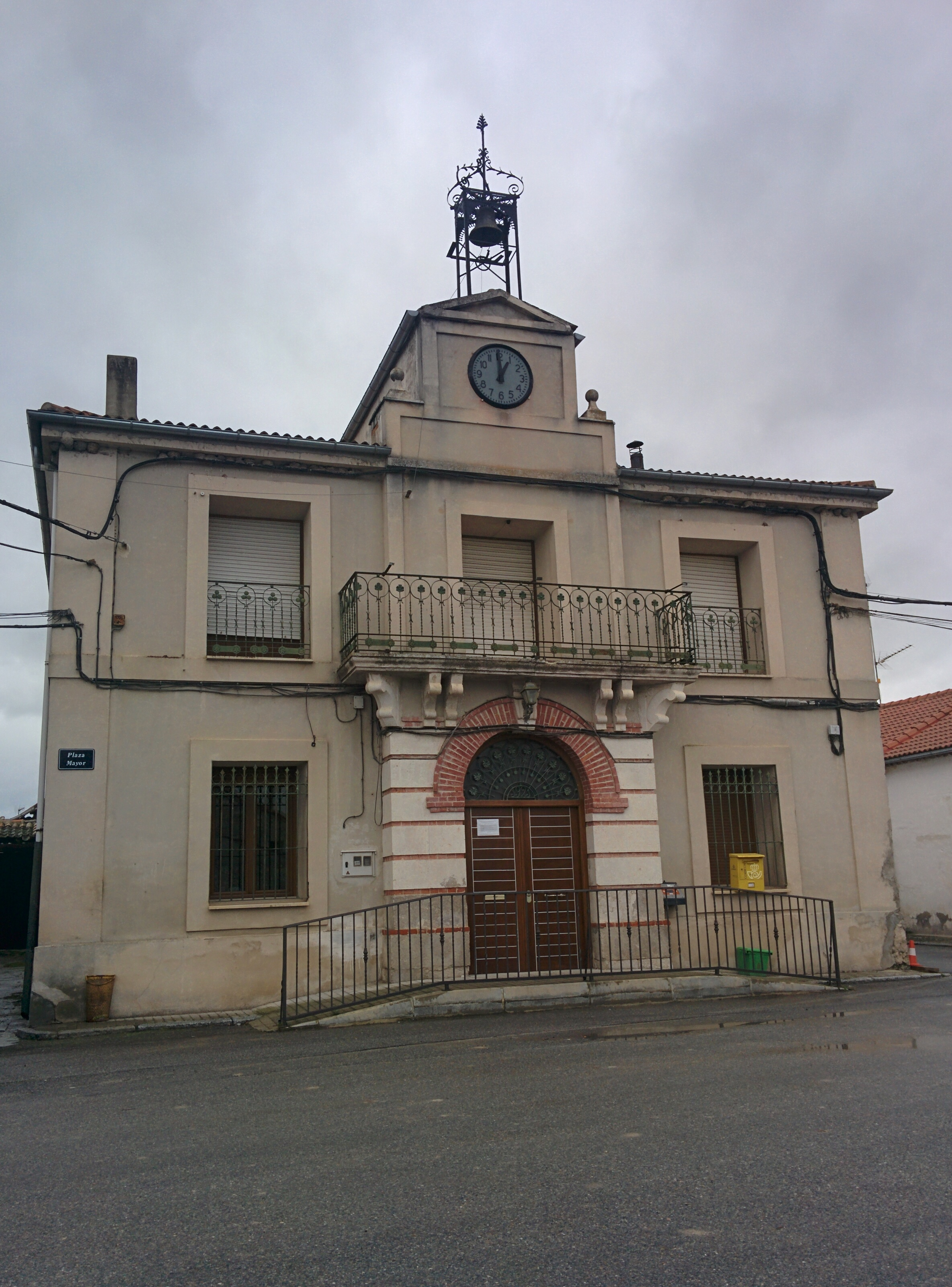
Rathaus

- Kirche Mariä Himmelfahrt
- Rathaus

## Persönlichkeiten
- Luis Mariano Minguela (* 1960), Fußballspieler